# Undead (film)
Undead è un film del 2003 diretto da Michael e Peter Spierig.
I fratelli Spierig, oltre alla regia, hanno firmato la sceneggiatura, il montaggio, gli effetti speciali e la produzione di questo film horror australiano.

## Trama
Dopo la perdita dell'azienda agricola di famiglia, la vincitrice di un concorso di bellezza locale, Rene Chaplin, decide di lasciare la cittadina di Berkeley. Dei meteoriti cadono improvvisamente dal cielo, trasformando gli abitanti in zombi.
Rene ed altri superstiti si nascondono nel rifugio sotterraneo della casa di Marion e tentano di sopravvivere agli attacchi dei numerosissimi "non morti". Trovandosi senza cibo ed acqua e vedendo aumentare sempre più il numero degli zombi, il gruppo è costretto a lasciare la costruzione. Entrati nel garage, essi fuggono con il furgone, ma scoprono che una barriera enorme circonda l'intera città.
Una strana pioggia continua a cadere incessantemente mentre i protagonisti cercano di scavalcare il misterioso enorme muro. L'acqua sembra contaminata e il gruppo comincia a soffrire dei sintomi dell'epidemia. Rene tenta di ripararsi il più possibile, ma durante la sua fuga si imbatte in alcune figure incappucciate. Questi dimostreranno di essere degli alieni, mentre la pioggia si scoprirà essere necessaria a decontaminare l'area della pestilenza. Dopo aver finito di curare Rene, ultima superstite, gli alieni ripartono con le loro astronavi.
Solo un uomo, per paura della strana pioggia, è riuscito a ripararsi da essa nascondendosi. Egli, ancora infetto, diffonderà nuovamente il morbo.
Rene, armata fino ai denti, nella casa di Marion (recintata da una rete metallica) si protegge da un'orda di zombi.

## Produzione
Il film è a basso costo. Per risparmiare sulle spese, dovettero usare il furgoncino di Marion come furgone della troupe. Il mezzo, di seconda mano, era talmente malconcio che si ruppe prima della fine delle riprese.